# Poul Hansen (Kalundborg)
 For alternative betydninger, se Poul Hansen. (Se også artikler, som begynder med Poul Hansen)
Hans Christian Poul Hansen (født 27. februar 1913 i København, død 13. august 1966 i Virum) var en dansk socialdemokratisk politiker og minister. Han var medlem af Folketinget, opstillet i Kalundborgkredsen, fra 1945 til sin død i 1966, forsvarsminister fra 1956 til 1962 under statsministerne H.C. Hansen, Viggo Kampmann og Jens Otto Krag hvorefter han blev finansminister til 1965.
Poul Hansen var søn af snedker Hans Jørgen Hansen og hustru Dorthea Hansen (født Olsen). Han blev 14. april 1936 gift med Helene Ingrid Jensen. Han stod i lære som snedker 1927-1932 og var som snedkerlæring med til stifte Danmarks Socialdemokratiske Ungdom (DSU)'s afdeling i Hillerød. Han gik på Esbjerg Arbejderhøjskole 1932-1933 og arbejdede derefter som snedkersvend. Hansen blev sekretær i DSU i 1933 og var formand fra 1937. Han gik af som DSU-formand da han blev ansat som journalist på Fyns Social-Demokrat i 1942. Han var også medlem af Socialdemokratiets hovedbestyrelse fra 1933 til 1942. Efter 2. verdenskrigs afslutning var Hansen sekretær i Arbejderbevægelsens Informationscentral (A.I.C) 1945-1955 og partisekretær i Socialdemokratisk Forbund 1955-1956.
Poul Hansen blev opstillet til Folketinget i Kalundborg-Onsbjergkredsen i 1945 og var medlem af Folketinget fra folketingsvalget i 1945 til sin død i 1966. I 1956 blev for forsvarsminister efter Rasmus Hansen som trak sig på grund af sygdom. Han fortsatte som forsvarsminister i fem socialdemokratisk ledede regeringer til 1962 og var hovedmanden bag forsvarsforliget i 1960 mellem de fire gamle partier.
Han blev ny finansminister i november 1962 efter Hans R. Knudsens død. Som finansminister lavede han et forslag til en stor skattereform med indførelse af kildeskat og foreslog også indførelsen af moms. Begge dele blev gennemført, men først efter hans død. Arbejdet som minister var meget krævende, og i 1965 førte arbejdspresset til at måtte gå af efter et hjerteslag. Han fortsatte som folketingsmedlem men døde 13. august 1966 kun 53 år gammel. Hans folketingsmandat blev overtaget af Ejner Nielsen.
Der var i årene 1955-1960 tre socialdemokratiske folketingsmedlemmer med navnet Poul Hansen. Han blev derfor i Folketinget omtalt som "Poul Hansen (Kalundborg)" efter sin opstillingskreds. De to andre Poul Hansen'er var tilsvarende "Poul Hansen (Grenå)" og "Poul Hansen (Svendborg)".

## Oversigt over ministerposter
- Forsvarsminister i Regeringen H.C. Hansen I fra 25. maj 1956 til 28. maj 1957
- Forsvarsminister i Regeringen H.C. Hansen II fra 28. maj 1957 til 21. februar 1960
- Forsvarsminister i Regeringen Viggo Kampmann I fra 21. februar 1960 til 18. november 1960
- Forsvarsminister i Regeringen Viggo Kampmann II fra 18. november 1960 til 3. september 1962
- Forsvarsminister i Regeringen Jens Otto Krag I fra 3. september 1962 til 15. november 1962
- Finansminister i Regeringen Jens Otto Krag I fra 15. november 1962 til 26. september 1964
- Finans-og økonomiminister i Regeringen Jens Otto Krag II fra 26. september 1964 til 8. oktober 1964
- Finansminister i Regeringen Jens Otto Krag II fra 8. oktober 1964 til 25. august 1965